# Tim Bakens
Tim Bakens (Groesbeek, 2 november 1982) is een voormalig Nederlandse betaald voetballer die bij voorkeur als verdediger speelde. Vanaf 2019 is hij trainer.

## Clubcarrière
Bakens kwam in zijn jeugd uit voor De Treffers, VV Doetinchem en VIOD, waarna hij door De Graafschap werd aangetrokken. In zijn eerste seizoen voor de 'Superboeren', 2001/2002, kwam Bakens al 25 keer in actie. Het seizoen dat volgde bracht de verdediger tot 21 wedstrijden. Bakens degradeerde dat seizoen met De Graafschap naar de Eerste divisie. Het seizoen 2003/2004 verliep voorspoedig voor Bakens. Hij speelde 30 wedstrijden en werd 6e met De Graafschap, maar in de nacompetitie raakte Bakens zwaar geblesseerd aan zijn knie en kon ruim een jaar niet spelen.
De Graafschap promoveerde miraculeus naar de Eredivisie door winst in de nacompetitie. Bakens revalideerde een jaar bij de Graafschap maar verlengde zijn aflopende contract niet en vertrok naar RKC Waalwijk. In de loop van het seizoen 2005/2006 maakte Bakens zijn debuut bij RKC en zijn rentree op de velden na ruim een jaar blessureleed. In het seizoen 2008/2009 droeg Bakens 29 maal het shirt van Eredivisionist FC Volendam. Hij tekent aan het eind van dat seizoen transfervrij bij Sparta. Hij vertrok hier zelf in de winterstop, omdat hij voor zichzelf geen toekomst zag bij Sparta. Hij sloot zich voor het seizoen 2010-11 aan bij FC Sankt Gallen, dat hem, transfervrij overnam van FC Volendam.
In zijn eerste seizoen kwam hij nog tot een aantal wedstrijden, maar in het seizoen 2011-2012 zorgde een slepende blessure ervoor dat hij niet aan spelen toe kwam. Nadat hij hersteld was, speelde hij zijn wedstrijden in het tweede elftal. Voor het seizoen 2012-2013 heeft SC Cambuur hem transfervrij aangetrokken. Na een periode op proef, werd hem een contract aangeboden. In dit seizoen, waarin hij 26 wedstrijden speelde, werd hij kampioen met de Friezen. Hij koos er echter voor om terug te keren naar De Graafschap. Op 7 september 2013 zorgde hij voor de 1-0 voor De Graafschap tegen SC Telstar.
Op donderdag 22 mei 2014 maakte De Graafschap op de eigen website bekend dat de actieve carrière van Bakens beëindigd is. De verdediger kampte al geruime tijd met een heupblessure en heeft het advies gekregen te stoppen met het spelen van betaald voetbal. Bakens heeft daarna een korte periode op de commerciële afdeling gewerkt, maar vertrok daar omdat hij zich buitengesloten voelde.
Vanaf 2019 tot en met 2022 was hij (assistent-)trainer bij Almere City FC en vanaf 2022 is hij assistent-trainer bij Helmond Sport.

## Clubstatistieken
| Seizoen | Club             | Duels | Goals | Competitie        |
| ------- | ---------------- | ----- | ----- | ----------------- |
| 2001/02 | De Graafschap    | 25    | 0     | Eredivisie        |
| 2002/03 | De Graafschap    | 21    | 5     | Eredivisie        |
| 2003/04 | De Graafschap    | 30    | 5     | Eerste divisie    |
| 2004/05 | De Graafschap    | 0     | 0     | Eredivisie        |
| 2005/06 | RKC Waalwijk     | 15    | 0     | Eredivisie        |
| 2006/07 | RKC Waalwijk     | 16    | 0     | Eredivisie        |
| 2007/08 | RKC Waalwijk     | 34    | 2     | Eerste divisie    |
| 2008/09 | FC Volendam      | 29    | 0     | Eredivisie        |
| 2009/10 | Sparta Rotterdam | 10    | 0     | Eredivisie        |
| 2009/10 | FC Volendam      | 16    | 1     | Eerste divisie    |
| 2010/11 | FC Sankt Gallen  | 17    | 1     | Axpo Super League |
| 2011/12 | FC Sankt Gallen  | 0     | 0     | Axpo Super League |
| 2012/13 | SC Cambuur       | 27    | 0     | Eerste divisie    |
| 2013/14 | De Graafschap    | 14    | 2     | Eerste divisie    |
| Totaal  | Totaal           | 254   | 16    |                   |

Bijgewerkt tot 14 mei 2014

## Trainerscarrière
In het seizoen 2014-15 heeft Bakens zijn UEFA C en UEFA B trainersdiploma's gehaald. In het kader van zijn stage voor de trainersopleiding startte hij dat seizoen als assistent-trainer bij De Graafschap A1 (O19). Halverwege het seizoen, na het succesvol afronden van zijn UEFA C-opleiding, werd Bakens samen met Luuk te Boekhorst gekoppeld als trainer aan De Graafschap D2 (O12).
Op donderdag 4 juni 2015 maakte VIOD bekend Bakens vast te hebben gelegd als hoofdtrainer voor het seizoen 2015-16. Hiermee werd hij de jongste trainer ooit bij het eerste elftal van VIOD. Daarnaast zal de ex-prof actief blijven bij de De Graafschap Pincvision Voetbalacademie als trainer van De Graafschap C2 (O14). In 2019 maakt Bakens de overstap naar Almere City FC, waar hij trainer wordt van de O19. In 2020 wordt hij als assistent actief bij het eerste elftal.
In de zomer van 2022 sluit hij aan als assistent van hoofdtrainer Sven Swinnen bij Helmond Sport. Na diens ontslag op 25 oktober wordt hij aangesteld als interim-hoofdtrainer en enkele dagen later debuteert hij met een 2-1 zege op ADO Den Haag.